# Model Behavior
Model Behavior (Casi iguales en Latinoamérica y Sueños cambiados en España) es una película juvenil para televisión del 2000, protagonizada por Maggie Lawson, Justin Timberlake y Kathie Lee Gifford que fue estrenada en Disney Channel y en ABC. Fue dirigida por Mark Rosman y se basa en la novela Janine y Alex, Alex y Janine de Michael Levin.

## Argumento
Alex Burroughs es una chica tímida, insegura, que mientras ayuda a su padre con su empresa de restaurantes, en una fiesta conoce a Janine Adams, una modelo adolescente.
Mientras tanto, Janine está harta de su madre Deirdre quien no está en casa cuando ella tiene su firma de libros, porque su pequeño hermano Max quien tiene que hacer un viaje de publicidad. A través de una extraña coincidencia las dos chicas se dan cuenta de que se parecen tanto que deciden intercambiar lugares por un tiempo. Alex llega a la cita con Jason Sharp (Justin Timberlake), un modelo joven y guapo, pero también dulce. Sin embargo, ella tiene que lidiar con la madre dominante de Janine, Deirdre (Kathie Lee Gifford).
Cuando comienzan su nueva vida, ambos terminan con citas para el sábado. Aunque se suponía que debían volver a sus respectivas vidas el viernes, se llaman la una a la otra y extienden la fecha. Janine le advierte a Alex que se mantenga alejada de Jason porque ella cree que él la está usando. Mientras tanto, Alex advierte a Janine que se mantenga alejada de Eric Singer.  Josh el hermano pequeño de Alex trata de develar su secreto. Cuando Alex quiere contar a Jason que ella no es Janine, ella es vista por Eric y él piensa que ella le es infiel. Jason se aleja de ella también. Así que Janine y Alex vuelven a intercambiar de vuelta a la mañana siguiente. Janine se disfraza como Alex. Después de que ambas familias aparecen, todo el mundo se entera de su secreto.

## Elenco
- Maggie Lawson es Alex Burroughs y Janine Adams.
- Justin Timberlake es Jason Sharpe.
- Daniel Clark es Josh Burroughs.
- Jim Abele es Ted Burroughs.
- Karen Hines es Monique.
- Jesse Nilsson es Eric Singer.
- Cody Gifford es Max Adams.
- Kathie Lee Gifford es Deirdre Adams.
- Vendela Kirsebom es Ella misma.
- Jake Steinfeld es Él mismo.
- Lisa Ng es Sharon.
- Ramona Pringle es Mindy Kaylis.
- Ann Turnbull es la Sra. Burrough

## Lista de canciones
- «Here We Go» - *NSYNC
- «Hello World» - Belle Perez
- «Walking on Sunshine» - Katrina & the Waves
- «Power to the Meek» - Eurythmics
- «Let That Be Enough» - Switchfoot
- «If You Wanna Dance» - Nobody's Angel
- «Ooh La La La» - Nobody's Angel
- «Wishing On You» - Nobody's Angel
- «I Can't Help Myself» - Nobody's Angel

## Doblaje
| Personaje                     | Actor original (Estados Unidos) | Actor de voz (Latinoamérica) |
| ----------------------------- | ------------------------------- | ---------------------------- |
| Alex Burroughs y Janine Adams | Maggie Lawson                   | María Fernanda Morales       |
| Eric Singer                   | Jesse Nilsson                   | José Gilberto Vilchis        |
| Jason Sharpe                  | Justin Timberlake               | Luis Daniel Ramírez          |
| Mindy Kaylis                  | Ramona Pringle                  | Ishtar Sáenz                 |
| Ted Burroughs                 | Jim Abele                       | José Carlos Moreno           |
| Sra. Burrough                 | Ann Turnbull                    | Maru Guerrero                |
| Josh Burroughs                | Daniel Clark                    | Carlos Díaz                  |
| Deirdre Adams                 | Kathie Lee Gifford              | Mónica Villaseñor            |
| Monique                       | Karen Hines                     | Norma Iturbe                 |
| Sharon                        | Lisa Ng                         | Pilar Escandón               |